# Pia de' Tolomei (film 1958)
Pia de' Tolomei è un film del 1958 diretto da Sergio Grieco.

## Trama
Pia de' Tolomei, pur essendo innamorata di Ghino Perticari, è stata costretta a sposare un nobile di Siena che, quando viene a scoprire il suo amore per l'altro uomo, la fa rinchiudere in una torre.

## Produzione
Alcune riprese del film furono girate a Tuscania, un paese italiano in provincia di Viterbo.